# Raffaele Verzillo
Raffaele Verzillo (Caserta, 22 agosto 1969) è un regista e sceneggiatore italiano.

## Biografia
Ha vissuto a Santa Maria Capua Vetere dove si è diplomato presso il liceo classico Cneo Nevio nel 1987. Gli anni del liceo sono un periodo importante, anni che lo portano a scoprire la grande passione per il teatro e la recitazione. Tra il 1984 e il 1987 Raffaele recita in alcune compagnie teatrali della provincia di Caserta. Dopo il diploma si sposta per la prima volta a Roma dove frequenta i corsi della scuola di teatro "Teatro Azione" diretta da Cristiano Censi ed Isabella Del Bianco. Segue un periodo di crisi nel quale Raffaele lascia perdere con la recitazione, torna a casa e si iscrive alla facoltà di Architettura presso l'Università "Federico II" di Napoli. Contemporaneamente all'Università per Raffaele comincia una delle fasi più importanti per la sua formazione: infatti comincia a scrivere per il teatro, a lavorare in una radio locale e ad occuparsi di regia. Nel 1994 riesce ad ottenere il primo ruolo in una troupe cinematografica: assistente volontario di produzione sul film Al centro dell'area di rigore prodotto dalla DDS Cinematografica. Su questo film incontra Francesca Marra - all'epoca aiuto regista - che lo porterà con sé come assistente e lo avvierà definitivamente al cinema e alla fiction. Nel 1997 si laurea in Architettura e si stabilisce definitivamente a Roma dove comincia a lavorare assiduamente prima come assistente alla regia poi come aiuto regista. È stato aiuto regista, tra gli altri, di Enrico Oldoini, Michele Soavi, Giacomo Campiotti, Gianfranco Albano e Vincenzo Verdecchi. Nel 2006 debutta nella regia con il lungometraggio Animanera distribuito nel 2008 da Medusa. Nel 2012 ottiene la nomination ai Nastri d'argento - insieme a Pier Francesco Corona - per il Miglior Soggetto per il film 100 metri dal Paradiso. A novembre 2013, nell'ambito del Festival del Cinema di Roma, ha presentato il documentario Massimo, il mio cinema secondo me che, attraverso un'intervista inedita del 1993, traccia un prezioso ritratto di Massimo Troisi.

## Filmografia

### Regista
- Animanera ([2006)
- Incantesimo (Serie TV) (2007-2008)
- Doctor Glass (Commercial) (2008)
- Mabina Gioielli (Commercial) (2009)
- Un medico in famiglia 6 (Serie TV) (2009)
- La famiglia Benincasa (Commercial) (2009)
- Un medico in famiglia 7 (Serie TV) (2010)
- 100 metri dal Paradiso (2012)
- Un medico in famiglia 8 (Serie TV) (2012)
- Rex sesta stagione (Serie TV) (2012)
- Massimo - Il mio cinema secondo me (2013)

## Riconoscimenti
Nastro d'argento
- 2012 – Candidatura Miglior soggetto per 100 metri dal Paradiso